# McDonnell Douglas KC-10 Extender
McDonnell Douglas KC-10 Extender — американский самолёт-заправщик, созданный на базе гражданского авиалайнера DC-10. Использовался ВВС США наряду с более старыми KC-135.
По своим характеристикам (90 тонн топлива) KC-10 предназначен в первую очередь для взаимодействия с тактической авиацией. Всего для ВВС США было произведено 60 KC-10. Ещё два было произведено для ВВС Нидерландов, где они получили название KDC-10.

## Операторы
- США — 59 KC-10A, по состоянию на 2016 год[1]
- Нидерланды — 1 KDC-10 в ВВС Нидерландов. Второй был продан частной компании «Omega Aerial Refueling Services»